# 云同乡
云同乡，是中华人民共和国四川省绵阳市三台县曾经下辖的一个乡。2019年12月，撤销云同乡，将其所属行政区域划归新鲁镇管辖。

## 行政区划
云同乡撤销前下辖以下地区：
社区、君安村、梵池村、含苞村、禅寂村、高坎村、四季桥村、花碑村和芦苇村。